# Austin Stoker
Pour les articles homonymes, voir Stoker.
Austin Stoker, né Alphonso Marshall le 7 octobre 1930 à Port-d'Espagne (Trinité-et-Tobago) et mort le 7 octobre 2022 à Los Angeles, est un acteur afro-américain, principalement connu pour avoir incarné le lieutenant Bishop dans le film Assaut.

## Biographie
Il meurt le jour de son 92e anniversaire le 7 octobre 2022 à Los Angeles.

## Filmographie partielle
- 1973 : La Bataille de la planète des singes (Battle for the Planet of the Apes), de J. Lee Thompson : MacDonald
- 1974 : L'Ange meurtrier (Horror High), de Larry N. Stouffer : Lieutenant Bozeman
- 1974 : Quand la ville tremble (The Zebra Killer), de William Girdler : Lieutenant Frank Savage
- 1974 : 747 en péril (Airport 1975), de Jack Smight : Sergent de l'Air Force
- 1974 : Abby (en), de William Girdler : Cass Potter
- 1975 : Sheba, Baby (en), de William Girdler : Brick Williams
- 1975 et 1977 : L'Homme qui valait trois milliards (The Six Million Dollar Man) (série télévisée, saison 3, épisode 11, Alcool à brûler et saison 4 épisode 15, La sonde de la mort - 1re partie) : Charles Quinten / Capitaine
- 1976 : Le Nouvel Homme invisible (Gemini Man) : Épisode 1 : Chef de plongée
- 1976 : Assaut (Assault on Precinct 13), de John Carpenter : Ethan Bishop
- 1982 : Le Promeneur de l'éternité (Time Walker), de Tom Kennedy (en) : Dr. Ken Melrose
- 2001 : Mach 2, de Fred Olen Ray : Edwards
- 2010 : Machete Joe, de Sasha Krane : Raymond Sinclair La sonde de la mort - 1re partie